# Gare de Londres-Waterloo
Pour les articles homonymes, voir Gare de Waterloo et Waterloo (homonymie).
 (juillet 2009).
Si vous disposez d'ouvrages ou d'articles de référence ou si vous connaissez des sites web de qualité traitant du thème abordé ici, merci de compléter l'article en donnant les références utiles à sa vérifiabilité et en les liant à la section « Notes et références ».
La gare de Londres-Waterloo (Waterloo Station) est l'une des principales gares de voyageurs de Londres, sur la rive droite de la Tamise, dans le borough de Lambeth.
Elle est baptisée en l'honneur de la victoire lors de la bataille de Waterloo qui vit la défaite définitive de Napoléon Bonaparte. Elle est aujourd'hui la plus grande gare londonienne.

## Gare grandes lignes

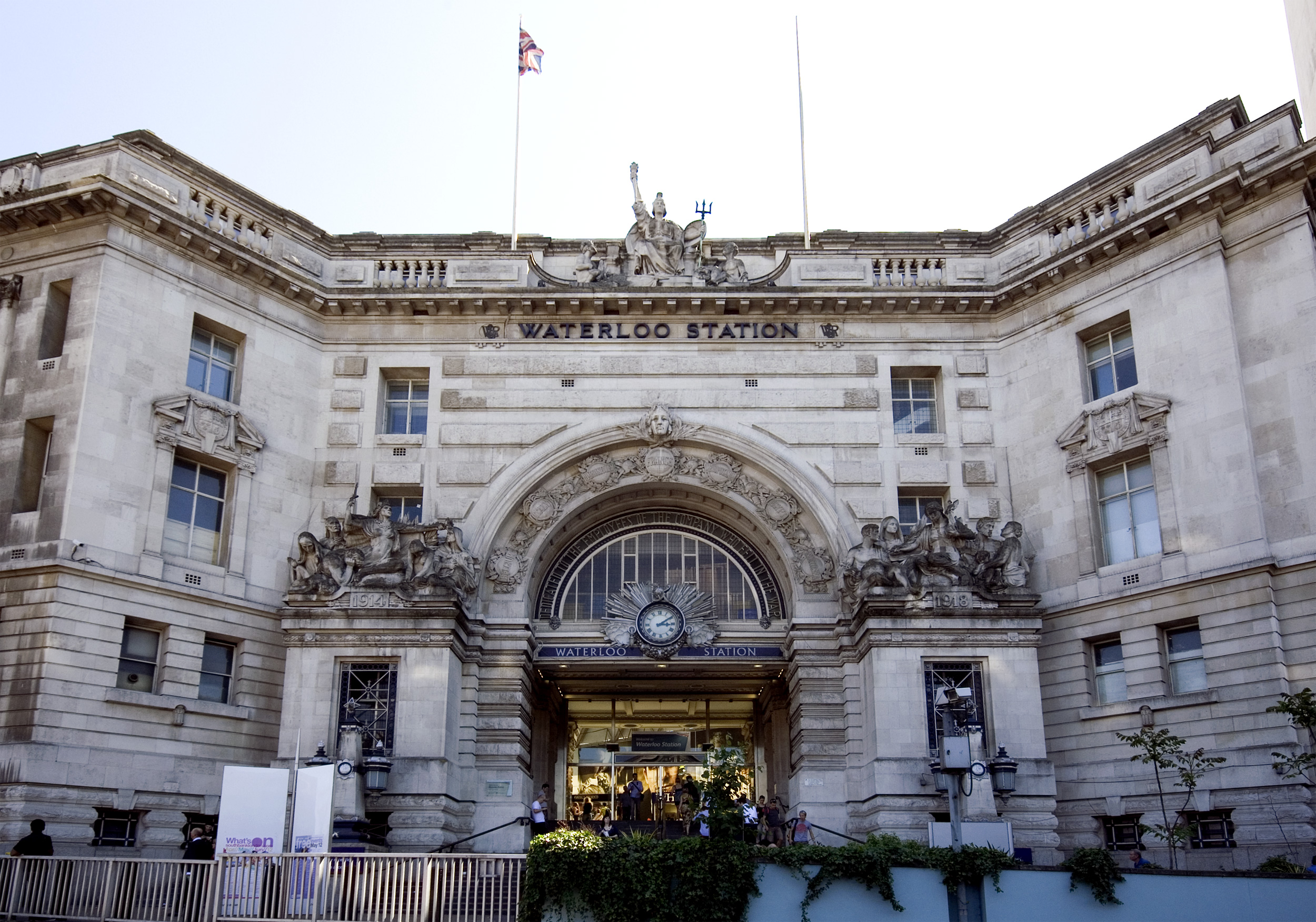
Entrée principale de la gare.

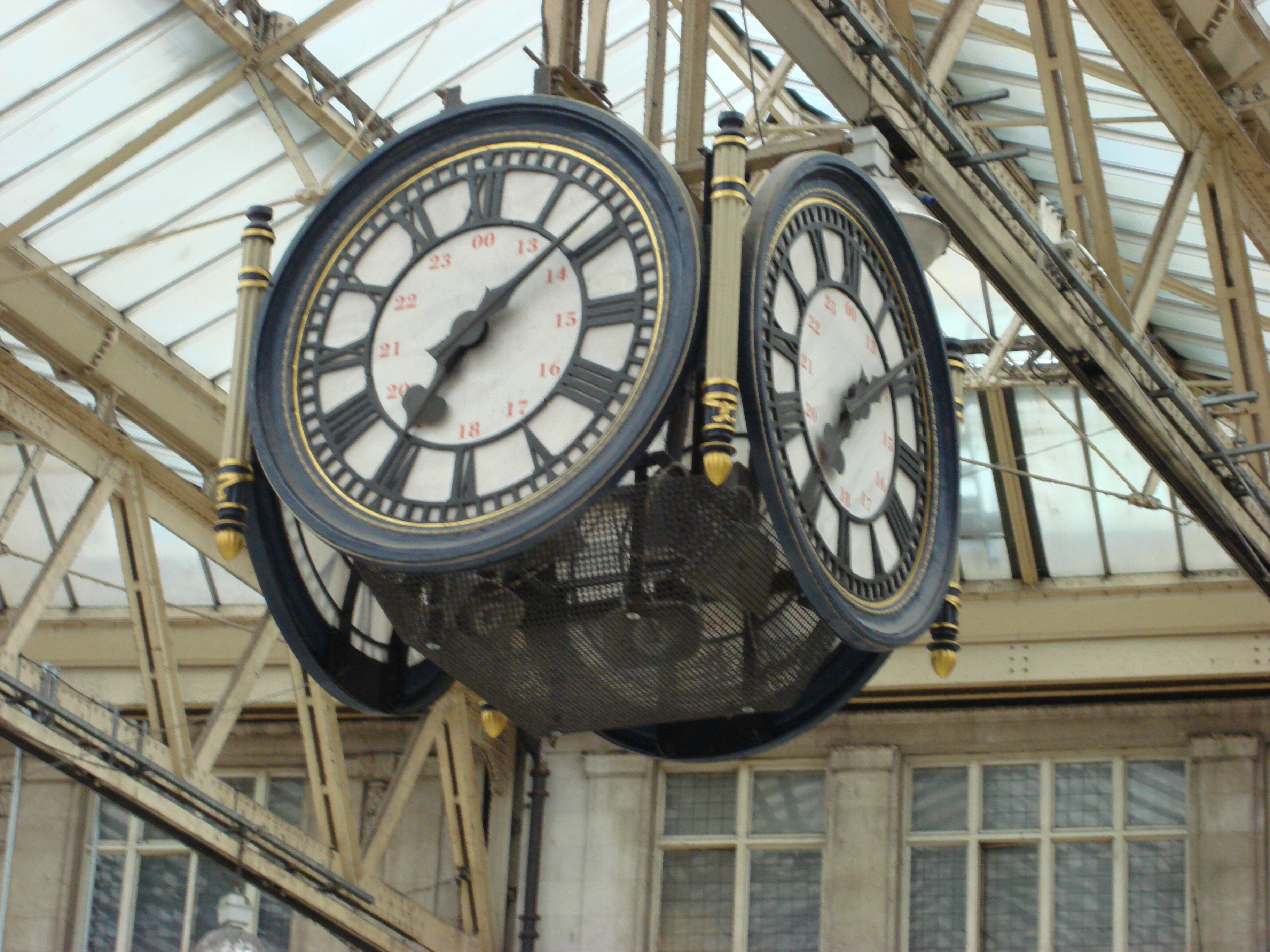
Horloge à quatre faces de la gare.

La gare de Waterloo fut ouverte au trafic grandes lignes le 11 juillet 1848 par la compagnie London and South Western Railway (en). Elle fut d'abord conçue comme une gare passante avec le projet (jamais réalisé) de mener les trains jusqu'à la Cité de Londres. Au cours du XIXe siècle, la gare est devenue ingérable et s'est progressivement délabrée, jusqu'à ce que l'on décide de la démolir complètement pour la reconstruire. La construction de la nouvelle gare commença en 1900 et se poursuivit jusqu'en 1922. Cette nouvelle gare possédait 21 quais et une salle des pas perdus longue d'environ 250 mètres. Toutefois, elle fut gravement endommagée au cours de la Seconde Guerre mondiale et nécessita d'importants travaux de restauration.
À la suite de la privatisation des chemins de fer britanniques dans les années 1990, la propriété et la gestion de la gare furent transférées à Railtrack (et par la suite à Network Rail). Les trains desservent le sud-ouest de l'Angleterre et sont tous exploités par la compagnie South West Trains.
La gare est reliée à la rive nord de la Tamise par une passerelle surélevée. Il était autrefois possible d'aller à pied directement par des passerelles pour piétons depuis la salle des pas perdus de la gare de Waterloo jusqu'à celle de Charing Cross, sur la rive nord de la Tamise, mais la démolition d'une partie de la passerelle de Waterloo et la reconstruction de la passerelle de Hungerford ont rendu ce cheminement impossible.
Une particularité historique de la gare de Waterloo est son rôle, à l'origine, de terminus de l'« express funéraire » qui reliait quotidiennement Londres au cimetière de Brookwood. Les trains transportant les cercueils partaient de la gare de London Necropolis située juste à côté de la gare principale. Cette gare fut totalement détruite pendant la guerre.

### Desserte
La gare est le terminus londonien des trains desservant la banlieue de sud-ouest londonien (y compris Wimbledon, Richmond et Epsom) et le sud de l'Angleterre (y compris Windsor & Eton Central, Woking, Guildford, Salisbury, Winchester, Southampton, Portsmouth, Bournemouth, Weymouth et Exeter).

## Gare internationale de Waterloo (fermée)

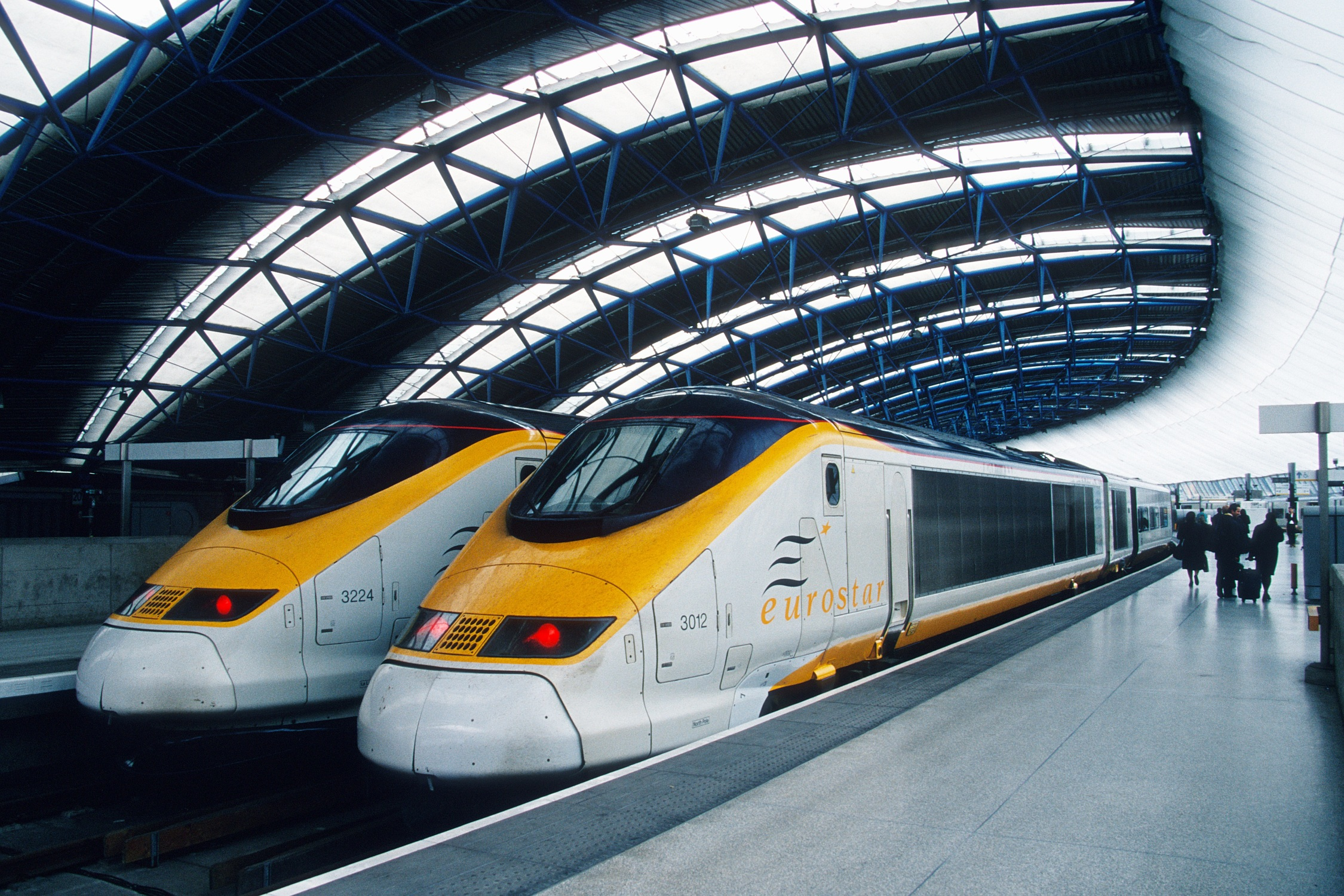
Rames TMST sous la verrière, en avril 2000.

La gare internationale de Waterloo (en) jouxte la gare principale grandes lignes. Dotée de sa propre salle d'attente (à deux niveaux) et d'une marquise qui abritait, jusqu'au 13 novembre 2007, les trains Eurostar desservant la France et la Belgique, cette gare a été construite au début des années 1990, pour un coût de 400 millions de livres sterling, d'après les plans du cabinet d'architectes Nicholas Grimshaw & Partners. Cette construction est louée pour son architecture, et a reçu de nombreuses récompenses lors de son inauguration en 1994. Sa caractéristique la plus impressionnante est sa verrière, longue de 400 mètres, composée de 37 arches à tirant, en forme de prisme, de portée variable, et conçue par Anthony Hunt Associates.
Depuis le 14 novembre 2007, et l'achèvement de la ligne nouvelle CTRL (Channel Tunnel Rail Link), les Eurostar arrivent à la gare de Saint-Pancras, rendant ainsi la gare internationale de Waterloo inutile. Le ministère britannique des Transports, son propriétaire, doit décider de son affectation future, même s'il est prévu que des trains continuent d'y arriver.

## Gare Waterloo-Est
La gare de Waterloo-Est est reliée à la gare principale par une passerelle surélevée enjambant la rue de Waterloo (Waterloo Road). Elle s'appelait Waterloo Junction quand elle fut ouverte en janvier 1869 par la compagnie South Eastern Railway (devenue plus tard Southern Railway) et fut renommée Waterloo Eastern en juillet 1935. Son nom actuel date de mai 1977. C'est une gare sur la ligne principale venant de la gare de Charing Cross, conduisant vers la gare de London Bridge et desservant une partie du sud de Londres, le Surrey, le Sussex et le Kent. En dérogation aux usages habituels, les quais de Waterloo Est sont identifiés par des lettres et non par des chiffres, probablement pour éviter toute confusion au personnel et aux passagers des deux gares.
Il n'y a plus de guichets à Waterloo East. Si on ne possède pas de monnaie pour utiliser les distributeurs de billets, il faut acheter son billet aux guichets de la gare principale distante de plusieurs. La gare de Waterloo Est est gérée par South Eastern Trains (en).
La gare de Waterloo Est est aussi reliée à la station de métro Southwark sur (Jubilee Line), ouverte en novembre 1999.
À l'origine, Waterloo Est était reliée à la gare principale par des voies qui traversaient le hall de cette dernière. Cette liaison fut peu utilisée dans la réalité, bien que le roman de H. G. Wells, La Guerre des mondes, contienne un passage décrivant son utilisation pour convoyer des trains de soldats en route pour le lieu d'atterrissage des Martiens. Cette liaison ferrée a disparu depuis longtemps, mais on peut encore en voir la trace depuis la passerelle pour piétons.

## Intermodalité

### Station de métro de Waterloo
Waterloo est aussi une station du métro de Londres. Elle est située sur les lignes de Bakerloo entre les stations Lambeth North et d'Embankment, de Jubilee entre les stations Westminster et Southwark, de la Northern entre les stations Kennington et Embankment, et de la Waterloo & City conduisant à la station Bank and Monument.
La ligne Waterloo & City, surnommée the Drain, ouverte le 8 août 1898, fut la première ligne de métro à desservir la gare de Waterloo. La ligne de Bakerloo fut mise en service le 10 mars 1906, suivie par la ligne Northern le 13 septembre 1926. La station sur Jubilee Line a été ouverte le 20 novembre 1999 à l'occasion du prolongement de cette ligne. Les quais de la ligne du Jubilee sont à l'opposé de ceux des lignes de Bakerloo et du Northern, mais sont reliées par un tapis roulant long de 140 mètres.

## Projets
(juillet 2020).
Le contenu est difficilement compréhensible vu les erreurs de traduction, qui sont peut-être dues à l'utilisation d'un logiciel de traduction automatique.

### Allongement de la plateforme
En mai 2016, il a été annoncé que les quais 1 à 4 seraient allongés pour permettre la circulation de nouveaux trains de classe 707 de dix voitures. Les travaux ont commencé le 5 août 2017 et se sont achevés le 28 août. 

### Anciennes plateformes internationales
Après le transfert des services Eurostar de Waterloo, les anciennes plates-formes Eurostar 20–24 de Waterloo International sont restées inutilisées jusqu'à leur remise en service complète en mai 2019, après une réouverture partielle en décembre 2018. Waterloo a connu d'importants problèmes de capacité, jusqu'au l'ancienne station internationale a été remise en service pour un usage domestique. En décembre 2008, des travaux préparatoires ont été effectués pour permettre à la plate-forme 20 d'être utilisée par les services suburbains de South West Trains. Cependant, la conversion des plates-formes restantes a été retardée car elle a nécessité des modifications du tracé des voies à l'extérieur de la gare. Les plates-formes 20 à 24 ont été entièrement rénovées, augmentant la capacité de Waterloo de 30%. Les plates-formes internationales n'étaient conçues que pour accueillir six trains par heure, bien en deçà de la capacité actuelle des services de banlieue.
Le projet a été critiqué pour sa date d'achèvement retardée; en 2009, le ministère des transports a confirmé que Network Rail développait des options de spécification de sortie de haut niveau pour la gare, avec une date estimée pour la réouverture des plates-formes en 2014, sept ans après leur fermeture. Le coût de la maintenance des plates-formes désaffectées jusqu'à la fin de 2010 a été déterminé par une demande d'accès à l'information comme étant de 4,1 millions de livres. South West Trains a confirmé par la suite que la plate-forme 20 serait remise en service en 2014, hébergeant certains services à destination et en provenance de Reading, Windsor, Staines et Hounslow. Il s'agirait de trains de 10 voitures nouvellement formés à partir du matériel roulant rénové de SWT et de l'ancien Gatwick Express. La plate-forme 20 a rouvert ses portes en mai, avec un accès via la plate-forme 19, et les plates-formes 21 et 22 en octobre après la construction de marches au-dessus de l'ancienne entrée Eurostar pour accéder aux plates-formes. 

### Liens de l'aéroport d'Heathrow
La gare de Waterloo devait être le terminus central de Londres pour le service ferroviaire proposé de Heathrow Airtrack. Ce projet, promu par British Airport Authority Limited (BAA), prévoyait la construction d'un embranchement, de Staines sur la ligne Waterloo à Reading, à l'aéroport d'Heathrow, créant des liaisons ferroviaires directes entre l'aéroport et Waterloo, Woking et Guildford. Airtrack devait ouvrir ses portes en 2015, mais a été abandonné par BAA en 2011. En octobre, le Wandsworth Council a proposé un plan révisé appelé Airtrack-Lite, qui fournirait des trains de Waterloo à Heathrow, via le même embranchement proposé de Staines à Heathrow, mais, en détournant ou en divisant les services actuels, la fréquence des trains au-dessus des passages à niveau existants n'augmenterait pas. Le plan antérieur de BAA avait proposé de manière controversée davantage de trains aux passages à niveau, ce qui faisait craindre qu'ils ne soient fermés trop longtemps aux automobilistes et aux piétons. 

### Crossrail 3
Crossrail 3, soutenu par les anciens maires de Londres Ken Livingstone et Boris Johnson, inclurait une section souterraine de 4 km dans de nouveaux tunnels reliant Euston et Waterloo, reliant le corridor de la ligne principale de la côte ouest avec des services vers le sud.

## Films tournés à la gare
- La Vengeance dans la peau de Paul Greengrass (2007)